# Paint Rock, Texas
Paint Rock là một thị trấn thuộc quận Concho, tiểu bang Texas, Hoa Kỳ. Năm 2010, dân số của thị trấn này là 273 người.

## Dân số
- Dân số năm 2000: 320 người.
- Dân số năm 2010: 273 người.